# Танер Бјукенан
Танер Бјукенан (енгл. Tanner Buchanan; Лима, 8. децембар 1998) амерички је глумац. Познат је по својим улогама као Лео Киркман у политичкој драми Вршилац дужности ABC-ја и Роби Кин у серији Кобра Кај Netflix-а. Такође је познат по својој улози у телевизијској серији Развали игру Nickelodeon-а као Мејсон Кендал.

## Филмографија

### Филм
| Година | Српски наслов | Оригинални наслов | Улога          | Напомене    |
| ------ | ------------- | ----------------- | -------------- | ----------- |
| 2013.  | Н/Д           |                   | Сами           |             |
| 2014.  | Н/Д           |                   | Боби Бел       | кратки филм |
| 2014.  | Н/Д           |                   | Боуви          | кратки филм |
| 2015.  | Н/Д           |                   | Боби Бел       |             |
| 2015.  | Н/Д           |                   | Изи            | кратки филм |
| 2017.  | Било шта      |                   | Џек Сачман     |             |
| 2019.  | Н/Д           |                   | Конор Лосон    |             |
| 2019.  | Н/Д           |                   | Дилан Ворен    |             |
| 2019.  | Н/Д           |                   | млади Питер    |             |
| 2020.  | Н/Д           |                   | Колтон         |             |
| 2021.  | Он је тај     |                   | Камерон Квелер |             |

### Телевизија
| Година     | Српски наслов           | Оригинални наслов | Улоге               | Напомене                          |
| ---------- | ----------------------- | ----------------- | ------------------- | --------------------------------- |
| 2010.      | Модерна породица        |                   | дете #2             | епизода: „Ноћ вештица”            |
| 2011.      | Н/Д                     |                   | Џими                | непродати пилот                   |
| 2012.      | Н/Д                     |                   | цинично дете        | телевизијски филм                 |
| 2013.      | Увод у анатомију        |                   | Лукас               | епизода: „Беспослених руку”       |
| 2013.      | Тешки злочини           |                   | Мишел Бранд         | епизода: „Дечаци ће бити дечаци”  |
| 2013.      | Н/Д                     |                   | херој               | епизода: „Поље врисака”           |
| 2013–2014. | Голдбергови             |                   | Еван Тарнер         | 2. епизоде                        |
| 2014.      | Н/Д                     |                   | Слејд               | епизода: „Ради са мном”           |
| 2014.      | Миксологија             |                   | млади Дом           | епизода: „Фаб и Џесика и Доминик” |
| 2015.      | Девојчица упознаје свет |                   | Чарли Гарднер       | споредна улога; 3 епизоде         |
| 2015–2019. | Развали игру            |                   | Мејсон Кендал       | споредна улога; 6 епизода         |
| 2016.      | Фостерови               |                   | Џек Дауни           | споредна улога; 6 епизода         |
| 2016–2018. | Вршилац дужности        |                   | Лео Киркман         | главна улога; 28 епизода          |
| 2017.      | Пунија кућа             |                   | Чад Бред Бредли     | 2. епизоде                        |
| 2018       | Голдбергови: 1990-нешто | Мајк Стам         | епизода: 1990-нешто |                                   |
| 2018–2025  | Кобра Кај               |                   | Роби Кин            | главна улога; 30 епизода          |
| 2020.      | Заменик                 |                   | Брендан             | епизода: „Права 10-8”             |